# Елайджа Годвін
Елайджа Годвін (1 липня 1999 , Ковінгтон, Джорджія ) — американський легкоатлет, що спеціалізується на спринті, олімпійський медаліст 2020 року.

## Кар'єра
| Рік             | Змагання                      | Місце проведення   | Місце           | Дисципліна                   | Результат       | Примітки        |
| Представник США | Представник США               | Представник США    | Представник США | Представник США              | Представник США | Представник США |
| --------------- | ----------------------------- | ------------------ | --------------- | ---------------------------- | --------------- | --------------- |
| 2018            | Чемпіонат світу серед юніорів | Тампере, Фінляндія | 2               | естафета 4×400 метрів        | 3:05.26         |                 |
| 2021            | Олімпійські випробування США  | Юджин, США         | 6               | біг на 400 метрів            | 44.94           |                 |
| 2021            | Олімпійські ігри              | Токіо, Японія      | 3 (з.)          | естафета 4×400 метрів, мікст | 3.11,39         | SB              |
| 2022            | Чемпіонат світу               | Юджин, США         | 1               | естафета 4×400 метрів        | 3:17.79         | WL              |
| 2022            | Чемпіонат світу               | Юджин, США         | 3               | естафета 4×400 метрів, мікст | 3.10.16         | SB              |